# Rogn
Rogn er betegnelsen for æg fra fisk og visse andre havdyr som søpindsvin, rejer og kammuslinger. Mere præcist er der tale om ægklumper, der er fuldt udviklede. Rogn bruges i madlavning som ingrediens i mange retter samt i rå udgave. Særligt kendt er kaviar, der er rogn fra støren.

## Rogn i forskellige lande

### Danmark
Stenbiderens rogn er meget anvendt i dansk madlavning, særligt som pynt på smørrebrød med f.eks. æg (fra høns) eller fiskefileter samt på forskellige fiskeretter.
En anden udbredt rogn er torskerogn, der blandt andet spises ristet på brød.

### Sverige
Røget og saltet torskerogn spises ofte på smørrebrød (smörgås). Det mest kendte mærke er Kalles Kaviar.

### Storbritannien
I engelsktalende lande bruges oversættelsen "roe" undertiden om hanfiskenes sæd. I Storbritannien kan man flere steder købe sildens sæd, men det er dog ikke nogen udbredt spise.
Desuden kan man købe friturestegt torskerogn i visse fish and chips-butikker, særligt i London-området, lige som rogn fra forskellige fisk kan købes i supermarkeder.

### Italien
Den saltede og tørrede rogntaske fra multen kaldes "bottarga" og bruges som pynt samt til pastaretter.

### Grækenland
I det græske køkken bruges karpens rogn i en ret, kaldet "tarama", til små forretter, kaldet meze. Taramaen kendes især fra øen Lefkada, og de øvrige ingredienser varierer, men ofte ses olivenolie, hvidløg, tomatpuré, valnød og peberfrugt. Som andre meze-retter nydes tarama normalt med raki.
Taramasalat er også en kendt græsk ret. Den består af rogn med citronsaft, brødkrummer, løg, hvidløg og olivenolie og spises som dip.

### Iran
I områderne ved Det Kaspiske Hav anvendes flere former for rogn. Rognen fra blandt andet skalle og brasen kaldes "ashpal" eller "ashbal", og den grilles, tørres, saltes eller blandes med andre ingredienser. Hvis den er saltet eller tørret, bruges den som en slags krydderi. I frisk udgave bliver den ofte enten grillet, dampet eller blandet med æg og stegt til en slags creme, der kaldes "ashpal kuku".
Ud over den efterspurgte kaviar og rogn fra de nævnte fisk er blandt andet rognen fra kutum og den kaspiske laks værdsat. Karpens og skægkarpens rogn er mindre udbredt, men anvendes undertiden i madlavningen.

### Indien og Bangladesh
Rognen fra den lokale hilsa betragtes i det vestlige Bengalen og Bangladesh som en stor delikatesse. Rognen serveres normalt dybstegt, men den kan også pureres med olie, løg og peber eller tilberedes med karry. I staten Kerala dybsteges rogn i kokosnøddeolie og betragtes som en delikatesse. Hos visse stammefolk ristes rogn over åben ild og værdsættes højt. Imidlertid er den fisk, hvorfra rognen stammer, mindre delikat end fisk uden rognen. 
Rogn fra rohu kendes også, enten i stegt udgave eller som til "potoler dolma", i form af fyld i en slags græskar.

### Japan
Flere fisks rogn anvendes i japansk madlavning, især i rå udgave til sushi. Det gælder blandt andet:
- Ikura – lakserogn. Der er tale om store rødorange tasker. Disse anvendes også som madding ved lystfiskeri.
- Kazunoko – silderogn. Den er gul eller lyserød, har en fast, gummiagtig overflade og udseende. Den er ofte saltet og ser ud som en helhed, der kan ligne en del af selve fisken.
- Mentaiko – sejrogn. Den er lyse- eller mørkerød og har en tynd elastisk hinde omkring sig. Den er krydret med paprika.
- Tarako – sejrogn, der er saltet, sommetider grillet.
- Tobiko – flyvefiskerogn, rødorange, meget knasende.
- Uni – søpindsvinerogn, orange over mod bleggul. Den er blød og smeltende, og den spises enten rå eller med et kort opkog. Den er endvidere populær i Korea og Chile, men de fleste lande, der fanger søpindsvin, eksporterer rognen til Japan. Her betragtes den blandt andet som en afrodisiakum.
- Karasumi – multerogn, der afsaltes og soltørres, er en specialitet i Nagasaki.